# Epilobium rotundifolium
Epilobium rotundifolium är en dunörtsväxtart som beskrevs av Forst. f.. Epilobium rotundifolium ingår i släktet dunörter, och familjen dunörtsväxter. Inga underarter finns listade i Catalogue of Life.